# Клари унд Альдринген, Манфред фон
Граф Манфред фон Клари унд Альдринген (нем. Manfred Graf von Clary und Aldringen; 30 мая 1852, Вена — 12 февраля 1928, замок Хернау близ Зальцбурга) — австро-венгерский государственный деятель, министр-президент Цислейтании в 1899. Потомок фельдмаршала Кутузова (через свою бабушку, Долли Фикельмон).

## Биография
Происходил из богемского княжеского рода Клари унд Альдринген, сын Эдмунда Морица фон Клари унд Альдрингена (1813—1894). Младший брат австро-венгерского дипломата Зигфрида фон Клари унд Альдрингена. Внук Председателя правительства Австрийской империи (1848) Карла Людвига фон Фикельмона. В 1884 женился на графине Франциске Пеячевич фон Ферекце, происходившей из хорватской ветви князей Эстерхази фон Галанта. В семье родились двое детей.
Учился на юридическом факультете Венского университета. В 1877 поступил на государственную службу. С 1888 — окружной начальник (Bezirkshauptmann) венского района Винер-Нойштадт. 22 февраля 1896 назначен наместником (ландпрезидентом) Австрийской Силезии.
1 декабря 1898 назначен штатгальтером Штирии, занимал этот пост (с небольшим перерывом) вплоть до распада Австро-Венгерской империи в 1918 году.
2 октября — 21 декабря 1899 года — министр-президент Цислейтании, одновременно занимал пост министра земледелия. Вступив в должность главы правительства, Клари немедленно оказался в центре политического кризиса, связанного с обсуждением Закона о языках (Sprachenverordnung), в соответствии с которым государственные служащие в землях со смешанным немецко-славянским населением (прежде всего — в Богемии) должны были бы владеть обоими языками. Занял пронемецкую позицию. Таким образом, он смог добиться завершения кампании по блокированию Рейхсрата, которую проводили немецкие националисты, однако восстановить деятельность парламента не смог — протестовать начали чешские депутаты, сторонники закона. Правительство было вынуждено осуществлять государственное управление при помощи чрезвычайных постановлений, именем императора. Принятие нового языкового законодательства было отложено.
После возвращения в Штирию, Клари реорганизовал систему земельного управления, создал региональный чрезвычайный фонд. Успешно реализовывал мероприятия по борьбе с туберкулёзом. Во время Первой мировой войны занимал должность руководителя регионального отделения Красного Креста.
Долгие годы был членом Палаты господ (Heerenhaus) парламента Цислейтании.
После распада Австро-Венгрии ушел с государственных постов, остаток жизни провел в родовых поместьях в Австрии и Чехословакии.